# Makkalageri, Gokak
Makkalageri là một làng thuộc tehsil Gokak, huyện Belgaum, bang Karnataka, Ấn Độ.